# André Vidigal
André Filipe Cunha Vidigal, meglio noto come André Vidigal (Elvas, 17 agosto 1998), è un calciatore portoghese naturalizzato angolano, attaccante dello Stoke City.

## Biografia
È il figlio di Beto Vidigal e nipote dei suoi 4 fratelli, tutti a loro volta calciatori (Lito, José Luís, Jorge e Toni).

## Carriera

### Club
Cresciuto nel settore giovanile dell'Elvas, squadra della sua città natale, nel 2015 arriva all'Académica, con cui l'8 gennaio 2017 esordisce tra i professionisti, nella partita persa per 2-1 contro il Porto B. Il 7 luglio 2017 passa in prestito al Fortuna Sittard che, dopo una positiva prima parte di stagione, lo acquista a titolo definitivo il 19 dicembre, facendogli firmare un quadriennale.
Il 31 gennaio 2019 viene ceduto in prestito per un anno e mezzo all'APOEL.
Nel 2023 si trasferisce allo Stoke City, club della seconda divisione inglese.

### Nazionale
Ha giocato nelle nazionali giovanili portoghesi Under-18, Under-19, Under-20 ed Under-21.
Successivamente ha scelto di rappresentare l'Angola, con la cui nazionale maggiore ha esordito nel 2025.

## Statistiche

### Presenze e reti nei club
Statistiche aggiornate al 19 agosto 2019.
| Stagione               | Squadra                | Campionato             | Campionato | Campionato | Coppe nazionali | Coppe nazionali | Coppe nazionali | Coppe continentali | Coppe continentali | Coppe continentali | Altre coppe | Altre coppe | Altre coppe | Totale | Totale | Totale |
| Stagione               | Squadra                | Comp                   | Pres       | Reti       | Comp            | Pres            | Reti            | Comp               | Pres               | Reti               | Comp        | Pres        | Reti        | Pres   | Reti   |        |
| ---------------------- | ---------------------- | ---------------------- | ---------- | ---------- | --------------- | --------------- | --------------- | ------------------ | ------------------ | ------------------ | ----------- | ----------- | ----------- | ------ | ------ | ------ |
| gen.-giu. 2017         | Académica              | SL                     | 6          | 0          | TdP+TdL         | -               | -               | -                  | -                  | -                  | -           | -           | -           | 6      | 0      |        |
| 2017-2018              | Fortuna Sittard        | ED                     | 29         | 10         | CO              | 3               | 0               | -                  | -                  | -                  | -           | -           | -           | 32     | 10     |        |
| 2018-gen. 2019         | Fortuna Sittard        | E                      | 10         | 2          | CO              | 3               | 3               | -                  | -                  | -                  | -           | -           | -           | 13     | 5      |        |
| Totale Fortuna Sittard | Totale Fortuna Sittard | Totale Fortuna Sittard | 39         | 12         |                 | 6               | 3               |                    | -                  | -                  |             | -           | -           | 45     | 15     |        |
| gen.-giu. 2019         | APOEL                  | AK                     | 2+7        | 1          | CC              | 5               | 2               | UCL+UEL            | -                  | -                  | -           | -           | -           | 14     | 3      |        |
| 2019-2020              | APOEL                  | AK                     | 0          | 0          | CC              | 0               | 0               | UCL                | 1                  | 0                  | SC          | 1           | 0           | 2      | 0      |        |
| Totale APOEL           | Totale APOEL           | Totale APOEL           | 9          | 1          |                 | 5               | 2               |                    | 1                  | 0                  |             | 1           | 0           | 16     | 3      |        |
| Totale carriera        | Totale carriera        | Totale carriera        | 54         | 13         |                 | 11              | 5               |                    | 1                  | 0                  |             | 1           | 0           | 67     | 18     |        |

## Palmarès

### Club

#### Competizioni nazionali
- Campionato cipriota: 1

APOEL: 2018-2019
- Supercoppa di Cipro: 1

APOEL Nicosia: 2019
- Segunda Liga: 1

Estoril Praia: 2020-2021